# Lausanne Palace
El Lausanne Palace es un hotel de cinco estrellas superior inaugurado en 1915 y situado en el centro de Lausana (Suiza). Ofrece vistas sobre el lago Lemán y los Alpes.
Desde 2015, el Lausanne Palace pertenece al grupo Sandoz Foundation Hotels.

## Descripción
Inaugurado en 1915, el hotel es miembro de la organización The Leading Hotels of the World que reúne más de 420 hoteles de lujo de todo el planeta. También forma parte de Swiss Deluxe Hotels, que agrupa 40 hoteles de lujo de Suiza. 
El hotel tiene 140 habitaciones, cuatro restaurantes entre los cuales La Table d'Edgard, tres bares, un spa y catorce salas de conferencias.

## Clientela
Después de la Segunda Guerra Mundial, el Lausanne Palace acoge Coco Chanel en exilio en Suiza. En la quinta planta del Palace, una suite lleva su nombre : la « Suite Coco Chanel ».
Siendo Lausana la sede del Comité Olímpico Internacional, el Palace ha acogido a tres de sus presidentes : Juan Antonio Samaranch, Jacques Rogge y Thomas Bach.